# Ansonia inthanon
Ansonia inthanon là một loài cóc thuộc họ Bufonidae.
Đây là loài đặc hữu của Thái Lan.
Môi trường sống tự nhiên của chúng là rừng ẩm vùng đất thấp nhiệt đới hoặc cận nhiệt đới và sông ngòi.
Chúng hiện đang bị đe dọa vì mất nơi sống.